# Ccarhuarazo
Cet article possède un paronyme, voir Carihuairazo.
Le Ccarhuarazo (en quechua, Qarwarasu) est une montagne du Pérou qui culmine à 5 112 mètres d'altitude (5 124 selon d'autres sources). Elle est située dans la province de Lucanas (région d'Ayacucho) dont elle est le point culminant.